# 薄膜电阻
薄膜电阻(sheet resistance)，又被称为方块电阻、方阻，是具有均匀厚度薄膜电阻的量度，通常被用作评估半导体掺杂的效果。使用这种概念的例子有：半导体的掺杂领域（比如硅或者多晶硅），以及被丝网印刷到薄膜混合微电路基底上的电阻。薄膜电阻的概念与电阻或者电阻率相对，可直接用四端點測量技術测量法（也称为四点探针测量法）或范德堡法来测量。
薄膜电阻用欧姆每平方（{\displaystyle \Omega /sq}）来计量，可被应用于将薄膜考虑为一个二维实体的二维系统。它与三维系统下所用的电阻率的概念对等。当使用到薄膜电阻一词的时候，电流必须沿着薄膜平面流动，而非与其垂直。
对于常规三维导体，电阻可写为
{\displaystyle R=\rho {\frac {L}{A}}=\rho {\frac {L}{Wt}}}
其中{\displaystyle \rho }代表电阻率，{\displaystyle A}代表截面面积而{\displaystyle L}代表长度。截面面积可被分解为宽度{\displaystyle W}和薄膜厚度{\displaystyle t}。
当把电阻率和厚度放到一起时，电阻可被记为
{\displaystyle R={\frac {\rho }{t}}{\frac {L}{W}}=R_{s}{\frac {L}{W}}}
{\displaystyle R_{s}}即为薄膜电阻。因为它被一个无量纲量所乘，所以单位依然是欧姆。而欧姆/平方这一单位被使用是因为它给出了以欧姆为单位的从一个平方区域流向相对平方区域的电阻，无论平方区域的大小如何。对于正方情形，{\displaystyle L=W}。因此，对任意平方大小，有{\displaystyle R=R_{s}}。

## 检测方法
四點探針，也被称为四探针法，是测量薄膜电阻最常用的一种方法。但是随着被检测对象的小型化和表面敏感化，例如四探针法这种接触检测日益被非接触式涡流检测所取代。
非接触式涡流检测法，它是感应测量中的一种检测手段。原理是測量由渦流產生的屏蔽效果。例如，将待测导电薄膜或者涂层放置在兩個線圈之間。另外，这种非接触式薄膜电阻的测量方法也可以测量被非导电膜封装的导电涂层或者薄膜 ，有效避免了四探针等接触式测量的局限性。由于电子设备的小型化以及高精密程度，非接触式检测逐渐成为不破坏、不污染样品的首选检测手段。

## 应用
薄膜电阻的应用广泛，对于任一面積远大于厚度的情形，比如薄膜物理或者半导体产业中，常有纳米级厚度的薄膜被沉积到晶片上，如果关心这些薄膜的电阻阻值大小时，就需使用薄膜电阻这一概念。例如，在发光二极管的制造中，二极管PN结上作为电极而沉积的金属的阻值很大程度影响了发光二极管的发光效率，因此需要最小化金属半导体的接触电阻，利用前面提到的四探针测量法以及传输线模型測量法，即可确定接触电阻的大小和金属下方半导体层的薄膜电阻阻值。
薄膜电阻和厚膜电阻的最大区别是：
1. 膜厚的区别，厚膜电路的膜厚一般大于10μm，薄膜的膜厚小于10μm，大多处于小于1μm；
2. 制造工艺的区别，厚膜电路一般采用丝网印刷工艺，薄膜电阻采用的是真空蒸发、磁控溅射等工艺方法。
3. 厚膜电阻和薄膜电阻在材料和工艺上的区别直接导致了两种电阻在性能上的差异。厚膜电阻一般精度较差，10%，5%，1%是常见精度，而薄膜电阻则可以做到0.01%万分之一精度，0.1%千分之一精度等。 同时厚膜电阻的温度系数上很难控制，一般较大，同样的，薄膜电阻则可以做到非常低的温度系数，这样电阻阻值随温度变化非常小，阻值稳定可靠。所以薄膜电阻常用于各类仪器仪表，医疗器械，电源，电力设备，电子数码产品等。
4. 片電阻值的測量是很常見的方法,去分析均勻性導電或半導體性coatings和材料，例如，品質驗證。典型的應用包括線上測量金屬膜，TCO，導電奈米材料或建築玻璃coating，晶片導電性,平板顯示器，薄膜聚合物，OLED，陶瓷材料。
5. 接觸式四點探針通常被應用於單點測量硬或粗糙的材料。非接觸式-渦流系統常用在於導電性高或包封塗層，內部coating的測量,和用於高解析度的mapping。